# Boško Đuričković
Boško Đuričković, črnogorski general, * 19. december 1914, † 2003.

## Življenjepis
Leta 1937 je pričel študirati na beograjski Pravni fakulteti in med študijem je leta 1939 vstopil v KPJ. Sodeloval je pri organizaciji NOVJ leta 1941. Med vojno je bil politični komisar več enot.
Po vojni je končal VVA JLA in nadaljeval z vojaško kariero.

## Odlikovanja
- Red narodnega heroja
- Red vojne zastave
- Red partizanske zvezde